# Oorlogsbegraafplaats van Niederzwehren
de oorlogsbegraafplaats van Niederzwehren is een militaire begraafplaats ten zuidenoosten van de stad Kassel, in het stadsdeel Niederzwehren, in de Duitse deelstaat Hessen. Op de begraafplaats bevinden zich 1804 graven van tijdens de Eerste Wereldoorlog omgekomen militairen van het Britse Gemenebest uit de Tweede Wereldoorlog. De begraafplaats wordt onderhouden door de Commonwealth War Graves Commission, dat de begraafplaats geregistreerd heeft als Niederzwehren Cemetery, Kassel.